# ساکای مندا
ساکای مندا (به ژاپنی: 免田栄) ۴ نوامبر ۱۹۲۵–۵ دسامبر ۲۰۲۰) مردی ژاپنی بود که به‌اشتباه به‌دلیل اتهام قتل دو نفر محکوم و در سال ۱۹۴۹ حکم اعدام گرفت، اما بعداً با محاکمه مجدد در سال ۱۹۸۳ تبرئه شد. او اولین کسی بود که در ژاپن با محاکمه مجدد از حکم اعدام آزاد شده است. او یکی از شخصیت‌های برجسته برای جنبش لغو مجازات اعدام در ژاپن بود.

## پس‌زمینه
در ۳۰ دسامبر ۱۹۴۸، یک قاتل ناشناس وارد خانه یک راهب بودایی ۷۶ ساله و همسر ۵۲ ساله‌اش در شهر هیتویوشی در استان کوماموتو شد و آنها را با استفاده از تبر و چاقو به قتل رساند و دو دختر ۱۲ و ۱۴ ساله‌شان را زخمی کرد. در این مدت و در ژانویه ۱۹۴۹، مندا، کشاورزی فقیر و بی‌سواد بود که در بازار سیاه برنج می‌فروخت، او پس‌از متهم شدن به دزدی برنج دستگیر شد. او آزاد شد، اما به‌زودی و این بار به ظن قتل دستگیر شد.

## دستگیری و محاکمه
پلیس مندا را به مدت ۲۳ روز در بازداشت نگه داشت. زمانی که او در زندان بود، مجبور بود گرسنگی و تشنگی بکشد، اجازه خواب نداشت و با چوب‌های بامبو درحالی که از سقف آویزان بود، کتک می‌خورد و اجازه دسترسی به وکیل را نداشت. یکی از بازجوها تهدید کرد که اگر مندا به قتل اعتراف نکند «با یک بطری شیشه ای ۱٫۸ لیتری سرش را می‌شکند». پلیس در نهایت مندا را مجبور کرد تا بیانیه‌ای کتبی امضا کند که تأیید می‌کرد او مرتکب قتل شده است. پس‌از اعتراف وی، وکیلی در اختیار او قرار گرفت. وکیل او، یک راهب بودایی بود و آمده بود تا برای او دعا کند، او هیچ کمکی به مندا برای مبارزه با اتهاماتش پیشنهاد نکرد و در عوض به او گفت اتهامات خود را بپذیرد. محاکمه او شامل هیچ مدرک فیزیکی نبود و حتی گزارش شاهدانی که گواه می‌دادند مندا در زمان قتل در مهمان‌خانه‌ای همراه با یک روسپی بوده است در مدارک وجود نداشت. پلیس او را مجبور کرده بود تا بگوید در روز دیگری مندا را ملاقات کرده است. مندا به دو فقره قتل و دزدی متهم شد درحالی که اعتراف می‌کرد بی‌گناه است. او محکوم شد و در ۲۳ مارس ۱۹۵۰، قاضی هارو کینوشیتا، او را به اعدام محکوم کرد. دادگاه عالی ژاپن نیز حکم او را در ۲۵ دسامبر ۱۹۵۱ تأیید کرد.

## حبس
مندا در بازداشتگاهی در شهر فوکوئوکا و در سلول انفرادی زندانی شد. او در یک سلول ۵ متر مربعی بدون گرما نگه داشته می‌شد که شبانه‌روز روشن بود و دائماً تحت‌نظر بود. مندا در زندان به مسیحیت گروید و شروع به خواندن کتاب مقدس و رونویسی کتاب‌ها به خط بریل کرد.

## محاکمه مجدد
اگرچه او در ابتدا به وکیل دسترسی نداشت، اما مندا شش دادخواست برای محاکمه مجدد ارائه کرد. دادگاه عالی منطقه فوکوئوکا در سال ۱۹۷۹ درمورد بازگشایی پرونده او تصمیم گرفت. محاکمه مجدد او در ۲۷ سپتامبر ۱۹۷۹ آغاز شد. محاکمه مجدد به او اجازه داد سوابقی که حقایق را ثابت می‌کرد و همچنین اظهاراتی از یک شاهد مبنی‌بر اینکه او تحت‌فشار دروغ گفته است ارائه شود.
در ۱۵ ژوئیه ۱۹۸۳، پس‌از دخالت ۸۰ قاضی، دادگاه حکم تبرئه خود را براساس آن صادر کرد که او به دروغ اعتراف کرده و همچنین دادستانی نتوانسته بود قبل از محاکمه مندا شواهد تبرئه‌کننده را برای وکلای مندا آشکار کند. دادگاه اذعان کرد که پلیس به‌دلیل اینکه او در صحنه جنایت نبوده است، حقیقت وی را پنهان کرده است. نهایتا مندا در سن ۵۷ سالگی و پس‌از ۱۲۵۹۹ روز (۳۴ سال) از زندان آزاد شد. او اولین کسی در ژاپن بود که از مجازات اعدام آزاد شده است.

## زندگی پس‌از آزادی

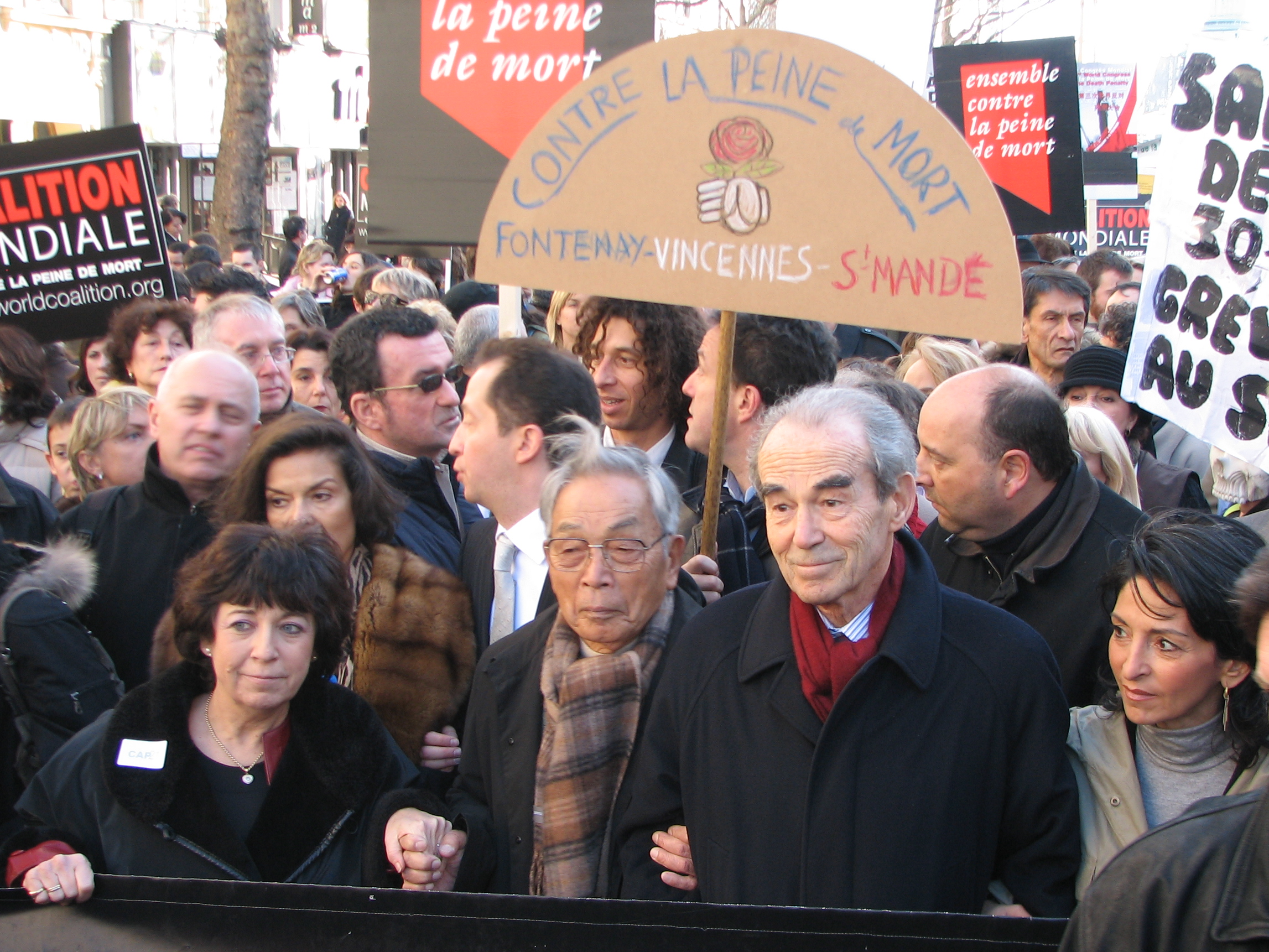
کورین لیپاژ، ساکای مندا و روبرت بدنتر در اعتراض به مجازات اعدام، ۳ فوریه ۲۰۰۷

دولت به مندا برای هر روزی که در زندان گذرانده بود ۷۰۰ ین می‌داد: در مجموع ۹۰ میلیون ین (تقریباً ۹۹۰۵۴۰ دلار آمریکا سال ۲۰۰۹). او نیمی از آن را به گروهی اهدا کرد که برای لغو مجازات اعدام فعالیت می‌کردند. مندا همچنین پس‌از آزادی به چهره‌ای برای مقابله با مجازات اعدام تبدیل شد. ژاپن و ایالات متحده تنها اعضای گروه هفت هستند که هنوز مجازات اعدام را حفظ کرده‌اند. مندا در کنگره جهانی ۲۰۰۷، علیه مجازات اعدام سخنرانی کرد، و با نمایندگان سازمان ملل متحد لابی کرد تا مجازات اعدام را در سطح جهانی لغو کنند و اثرات روانی و غیرانسانی‌ای را که او در حین محکومیت با آن مواجه شده بود را توصیف کرد. رسوایی پس‌از آزادی مندا باعث اصلاحاتی شد و به بازگرداندن هیئت منصفه در ژاپن کمک کرد و همچنین نشان داد که نظام حقوقی ژاپن بیش از حد به محکومیت ازطریق اعتراف اتکا دارد.
مندا در مطالبه حقوق بازنشستگی دولتی خود نیز با مشکل مواجه بود زیرا در طول مدتی که در زندان به سر می‌برد قادر به ثبت‌نام نبود.
پس از آزادی، او از سیاست اعدام ژاپن انتقاد کرد و تلاش کرد به این حکم در ژاپن پایان دهد.
او به مرگ طبیعی در ۵ دسامبر ۲۰۲۰ و در سن ۹۵ سالگی در خانه سالمندان در اوموتا، استان فوکوئوکا درگذشت.

## آثار
یک فیلم مستند از او به اسم «مندا ساکا: گوکوچو نو سی (ساکای مندا: زندگی در زندان)»، که جزئیات زندگی ساکای در محکومیت اعدام را نشان می‌دهد، در سال ۱۹۹۸ منتشر شد. در سال ۲۰۰۴، مندا کتابی به نام «گوکاچو نوتو (یادداشت‌های زندان)» منتشر کرد.